# 安肃道
安肃道，清朝到中华民国初年设置的道。
- 1772年四月，合并原属安西道的安西府、甘肃道的肃州设置分巡安肃等处地方兵备道，驻肃州，管辖肃州和安西府，抚治番彝兼管肃州屯田事务。1779年八月，兼管驿务。
- 1914年6月由边关道改名安肃道，治所在酒泉县（今甘肃省酒泉市）。属甘肃省。辖酒泉、金塔、高台、毛目、安西、敦煌、玉门等县。辖区约当今甘肃省金塔、高台二县及肃南裕固族自治县中、西部以西地区。1927年废。